# علم الأنظمة
علم الأنظمة هو مجال متعدد التخصصات يدرس طبيعة الأنظمة -من بسيطة إلى معقدة- في الطبيعة، والمجتمع، والإدراك، والهندسة، والتكنولوجيا والعلوم نفسها. لعلماء النظم، يمكن فهم العالم على أنه نظام من الأنظمة. يهدف الحقل إلى تطوير أسس متعددة التخصصات قابلة للتطبيق في مجموعة متنوعة من المجالات، مثل علم النفس وعلم الأحياء والطب والاتصالات وإدارة الأعمال والهندسة والعلوم الاجتماعية.
يغطي علم النظم العلوم الشكلية مثل النظم المعقدة، علم التحكم الآلي، نظرية النظم التحريكية، نظرية المعلومات، اللسانيات أو نظرية الأنظمة. لديها تطبيقات في مجال العلوم والهندسة الطبيعية والاجتماعية، مثل نظرية التحكم، تصميم النظام، بحوث العمليات، نظرية النظم الاجتماعية، بيولوجيا الأنظمة، ديناميكيات النظام، العوامل البشرية، بيئة الأنظمة، علم الحاسوب، هندسة الأنظمة وعلم نفس النظم.